# Luna (polnische Sängerin)

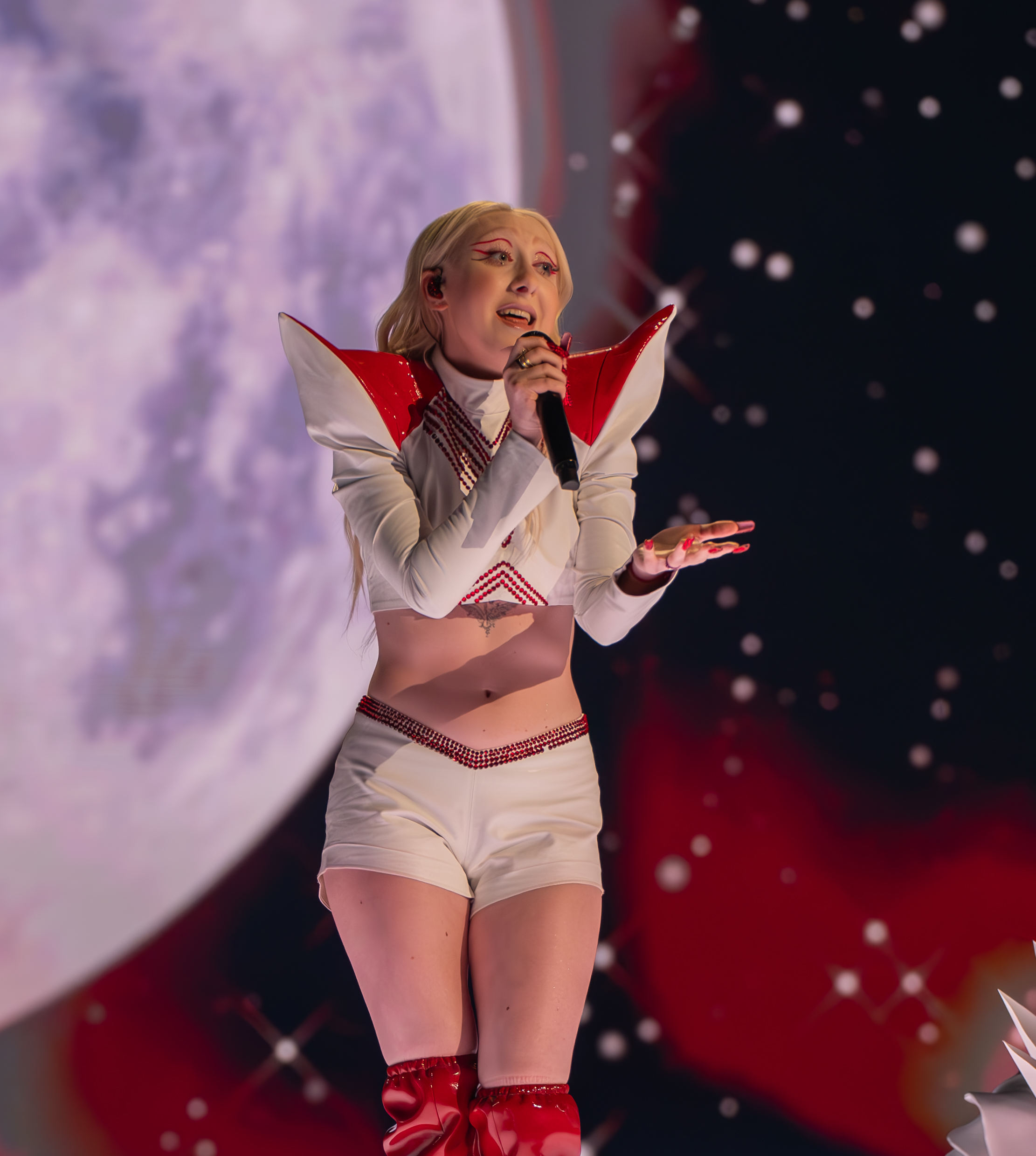
Luna (2024)

Luna (bürgerlich Aleksandra Katarzyna „Ola“ Wielgomas, * 28. August 1999 in Warschau) ist eine polnische Sängerin, die Polen beim Eurovision Song Contest 2024 in Malmö vertreten hat.

## Werdegang
Sie wurde am 28. August 1999 in Warschau geboren. Mit 11 Jahren begann sie im Artos Kinderchor des Teatr Wielki zu singen. Sie stand bei mehreren Opern und Aufführungen auf der Bühne des Theaters. An der nationalen Musikakademie „Tadeusz Baird“ in Grodzisk Mazowiecki nahm sie Violinenunterricht.
Von 2015 bis 2018 besuchte sie eine weiterführende Schule mit rechts- und politikwissenschaftlichem Profil. Sie veröffentlichte ihre erste Single Na wzgórzach niepokoju 2018 – im gleichen Jahr begann sie ihr Studium an der Universität Warschau. Es folgten einige Auftritte bei Festivals in Polen.
Sie lernte 2020 den Komponisten Michał „Fox“ Król kennen – aus der Zusammenarbeit entstand das Lied Luna, das einen Wendepunkt ihres künstlerischen Weges darstellt. Am 15. November 2020 erschien ihre Single Zgaś, die ein großer Erfolg in Polen wurde. In dem Lied hört man Töne aus dem Weltall, die von der NASA veröffentlicht wurden.
Im Januar 2024 erschien ihr Lied The Tower, das in einer internen Auswahl des Polnischen Fernsehens als Beitrag beim Eurovision Song Contest ausgewählt wurde. Am ESC-Finale am 11. Mai 2024 nahm sie indes nicht teil, da sich ihr Beitrag im ersten Halbfinale nicht qualifizieren konnte.

## Diskografie

### Alben
- 2022: Nocne zmory
- 2025: No Rest

### EPs
- 2021: Caught in the Night

### Singles
- 2018: Na wzgórzach niepokoju
- 2019: Zastyga
- 2020: Luna
- 2020: Zgaś
- 2021: Mniej
- 2021: Wirtualne przedmieście
- 2021: Zabierz mnie
- 2021: Blind
- 2021: Virtual Rivers
- 2021: Melt Away
- 2021: Niewypowiedziane
- 2021: Carol of the Bells
- 2022: Wystarczy
- 2022: Elon Musk (W ogniu się unoszę)
- 2022: Nie budź mnie
- 2022: Nocne zmory
- 2022: Czerwien moich ust
- 2022: Dynamit
- 2023: Już nie zasnę
- 2023: Moja miłość
- 2023: Lekko
- 2023: Lost and Wild
- 2024: The Tower
- 2024: Alive
- 2024: Wild West
- 2024: Personal Torture
- 2024: A może

### Als Gastmusikerin
- 2021: Nie proszę o więcej (Marcin Maciejczak feat. Luna)
- 2022: Nie mój sen (Justyna Steczkowska feat. Luna)
- 2022: Ciepło-Zimno (Marie feat. Luna)
- 2023: Subterranean (Miss Monique & Avira feat. Luna)

## Belege
1. ↑  Justina Helgeson: Poland: Luna to Eurovision 2024 with "The Tower". In: eurovisionworld. 19. Februar 2024, abgerufen am 23. Februar 2024 (englisch).
2. ↑  Luna für Polen beim ESC 2024: Nicht im Finale auf eurovision.de, abgerufen am 9. Mai 2024.
3. ↑  Chartquellen: PL
4. ↑  Auszeichnungen für Musikverkäufe: PL

| Personendaten    | Personendaten                                                                                         |
| ---------------- | --- |
| NAME             | Luna                                                                                                  |
| ALTERNATIVNAMEN  | Wielgomas, Aleksandra Katarzyna; Wielgomas, Ola; Wielgomas, Aleksandra Katarzyna (vollständiger Name) |
| KURZBESCHREIBUNG | polnische Sängerin                                                                                    |
| GEBURTSDATUM     | 28. August 1999                                                                                       |
| GEBURTSORT       | Warschau, Polen                                                                                       |